# Karl Eugen Guthe
Pour les articles homonymes, voir Guthe.
Karl Eugen Guthe, né le 5 mars 1866 à Hanovre et mort le 10 septembre 1915, est un universitaire et physicien, connu pour être le premier doyen du département des études supérieures à l'Université du Michigan. 

## Biographie

### Naissance et études
Karl Eugen Guthe naît le 5 mars 1866 à Hanovre. Il est le troisième enfant et le second fils d'une famille de cinq enfants d'Otto et Anna (née Hanstein) Guthe.
Il étudie à l'école technique de Hanovre et dans les universités de Strasbourg, Berlin et de Marbourg. Il obtient son doctorat de l'Université de Marbourg en 1892 pour une thèse intitulée : Über das mechanische Telephon (Via le téléphone mécanique).

### Carrière et mort
Guthe immigre aux États-Unis à l'été 1892. Il épouse Clara Belle Ware (1867-1947), de Grand Rapids au Michigan. Le couple s'est rencontré lors de la visite de Ware en Allemagne en 1890-1891. En 1893, il obtient un poste d'instructeur en physique à l'Université du Michigan et, en 1900, il est promu professeur adjoint. En 1903, Guthe accepte un poste de physicien adjoint au National Bureau of Standards alors nouvellement créé à Washington, DC (maintenant le National Institute of Standards and Technology ). En 1905, il accepte une invitation à devenir professeur de physique et président du département de physique de l'Université de l'Iowa. Guthe est membre du jury des prix à l'Exposition de Saint-Louis en 1904 et est vice-président de l'Association américaine pour l'avancement des sciences en 1908. En 1909, l'Université du Michigan sollicite le retour de  Guthe en tant que professeur titulaire au Département de physique, et il est retourne à Ann Arbor avec sa jeune famille. En 1912, il est nommé doyen de la toute nouvelle Graduate School de l'Université du Michigan. En 1915, le Conseil des Régents de l'Université du Michigan a envoyé le Doyen Guthe comme délégué de l'université aux réunions annuelles de l'Association of American Universities et de l'Association of State Universities, qui ont lieu en août à l'Université de Californie à Berkeley. Après avoir participé aux deux réunions fin août, le Doyen et Mme Guthe prennent un train vers le nord, le long de la côte pour une brève visite avec le frère aîné de Clara à Ashland, Oregon, avant de revenir pour l'année scolaire 1915 à l'UMI. À Ashland, il est  atteint d'un trouble intestinal et meurt le 10 septembre.

### Enfants
Le plus jeune fils de Guthe, le Dr Otto E. Guthe (1904-1984), devient directeur adjoint de la Central Intelligence Agency. Le fils aîné de Guthe, le Dr Carl E. Guthe (1893-1974), est le premier président du Département d'anthropologie de l'Université du Michigan, et l'un des fils de ce dernier, le Dr Karl F. Guthe (1918-1994), est un professeur de zoologie à l'Université du Michigan. L'enfant intermédiaire de Guthe, Ida Belle Guthe, épouse l'urbaniste et auteur allemand Werner Hegemann. 

## Publications
Le Dr Guthe est l'auteur d'un Manual of Physical Measurements (1902; troisième édition, 1912), avec JO Reed ; Laboratory Exercises with Primary and Storage Cells (1903); Textbook of Physics (1908; deuxième édition, 1909); College Physics (1911), avec JO Reed; Definitions in Physics (1913); ainsi qu'une multitude d'articles sur la physique et l'électricité publiés dans diverses revues scientifiques. 